# Bagad Sonerien An Oriant
Le Bagad Sonerien An Oriant est un bagad, ensemble musical de musique bretonne installé à Lorient, dans le département français du Morbihan, en Bretagne. Il est porté par une association membre de l'Assemblée des sonneurs de Bretagne : l'association Sonerien An Oriant.

## Historique

### Débuts
Le groupe est créé en 1982 par de Fanch Gourvès et une dizaine d'autres musiciens venant d'autres bagadoù de la région. Il progresse rapidement, jusqu'à une perte de dynamisme à partir de 1992, marquée par le départ de nombreux musiciens. Il parvient à accéder en première catégorie du championnat de Bretagne des bagadoù en 1999. Il se structure alors, et commence à utiliser ses locaux actuels dans la rue de l'Industrie à partir de 2001.
Il participe à de nombreux événements culturels, les Nuits Magiques au Stade de France (2003, 2004), à Paris-Bercy (2005, 2006, 2007), à la Beaujoire, ou encore au stade de Rennes.

### Développements récents

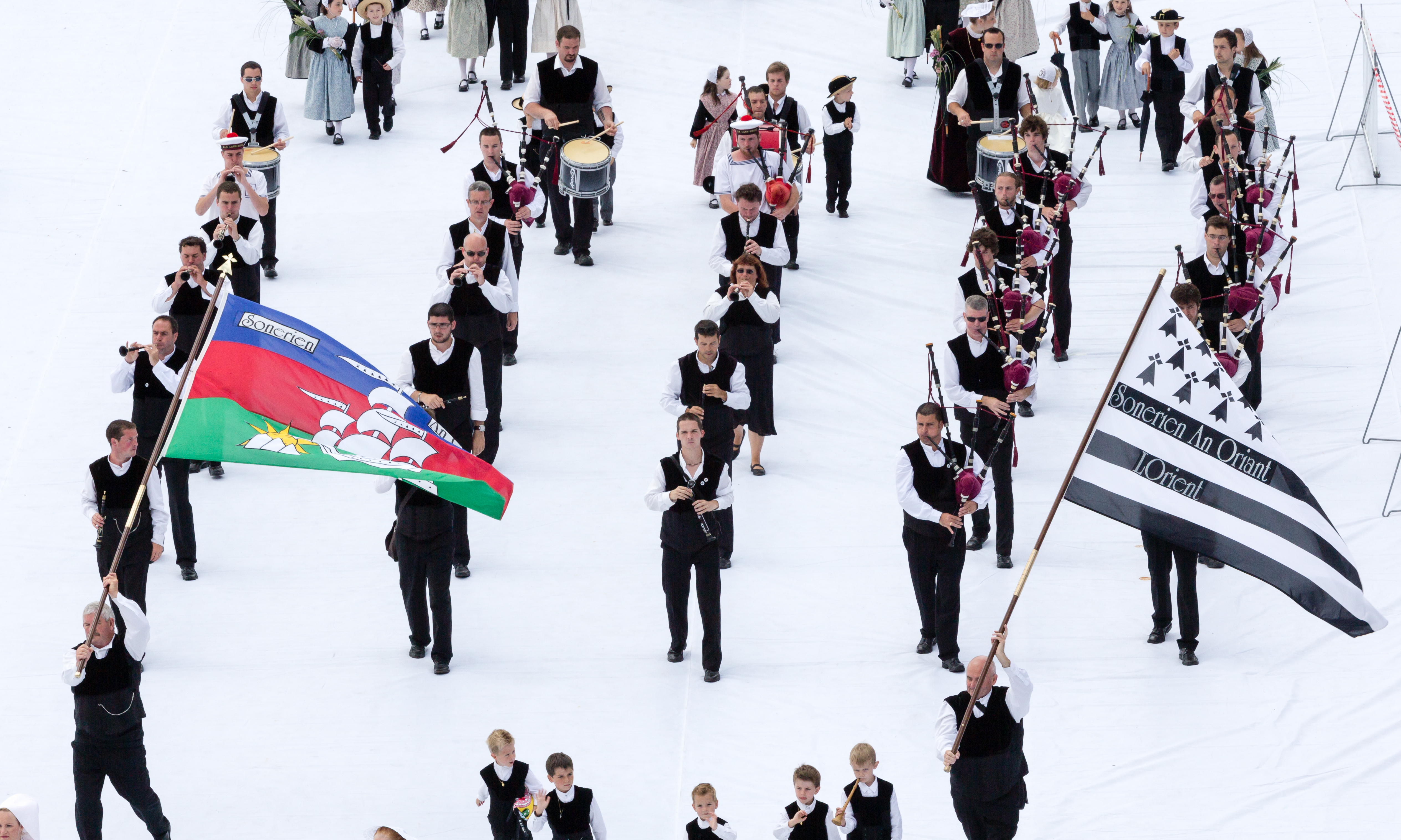
Le groupe lors du Festival interceltique de Lorient 2012

Le groupe redescend en seconde catégorie du championnat des bagadoù en 2007. Yves Guével prend alors la direction du groupe comme penn-sonneur et l'accent est mis sur la formation. Le pupitre des percussions pose alors problème du fait du manque de musiciens, et l'ensemble doit se tourner vers la BAS et l'école de musique de Lorient pour assurer des formations. Des joueurs de caisse claire et de cornemuse écossaise du Pitlochry and Blair Atholl pipe-band rencontrés lors du festival interceltique de Lorient 2006 renforcent par ailleurs l'effectif. Le groupe parvient à s'installer durablement dans les premières places de sa catégorie à partir de 2008.
La remontée en première catégorie est acquise en 2011 et le penn-sonneur Yves Guével en profite pour passer à la main à Christophe Le Govic, ancien penn-sonneur du bagad de Lann-Bihoué et formé au SAO,. Le groupe ne parvient cependant pas à se maintenir lors de l'édition suivante du championnat et doit retourner en seconde catégorie.
Le bagad remonte en première catégorie en remportant la seconde manche du championnat de Bretagne de deuxième catégorie le 3 août 2013.
Le groupe intensifie ses collaborations artistiques à la même époque, travaillant avec les Corses d'I Muvrini, les Galiciens Susana Seivane ou Carlos Núñez, et en jouant lors de la fête de la Saint-Patrick à Bercy.
Le 19 février 2012, le bagad se produit sur la scène de l'Ancienne Belgique à Bruxelles (Belgique), à l'occasion des dix ans du groupe belge-galicien Ialma. Il accompagne en 2013 le cercle Bugalé An Oriant au concours de danses Kemen Tu à Pont L’Abbé. Le bagad, accompagné de danseurs du cercle celtique Bugale an Oriant est invité à la Celtic Connections à Glasgow (Écosse) le 2 février 2013, à l'occasion du trentième anniversaire de l'association et se produit sur la scène du Glasgow Royal Concert Hall.
Le 19 mai 2013, le bagad présente sa création Meskaj, au palais des congrès de Lorient. Les trois cercles celtiques de la ville sont conviés : Armor argoat, Brizeux et Bugale an Oriant. L'association de capoeira Manteiga Salgada et l'association Salsa cultura cubana sont également associées.

## Fonctionnement

### Structure
Liste des présidents :
- De 2007 à 2013 : Jérôme Mercier[19]
- Depuis 2013 : Bertrand Le Cam[20].

L'association qui administre le groupe compte en 2013 170 adhérents. Le local de Sonerien an Oriant est situé rue de l'industrie, à Lorient.

### Formation principale
Liste des penn soner :
- Depuis septembre 2019 Malo Kermabon
- mai 2012/ 2019 : Christophe Le Govic
- 2012-2004 : Yves Guével
- 2004-2002 : Denis Bellec
- 2002-2000 : Stéphane Collet

Le bagad Sonerien an oriant est constitué de trois sections (pupitres) instrumentaux : une section bombarde, une section cornemuse écossaise et une section rythmique composée de caisses claires et de percussions.
Sa direction musicale est actuellement confiée à Malo Kermabon, penn-soner depuis 2019.

### Formations secondaires
Outre le groupe principal précité, l'association dispose de trois autres formations musicales : 
- le bagadig Dazont (Avenir en breton), ensemble d'apprentissage et de formation des futurs sonneurs du bagad principal. Le bagadig concourt actuellement en quatrième catégorie du championnat des bagadoù. Il fonctionne avec une école de musique gérée par le groupe. Ces 2 ensembles regroupent à eux deux la moitié de l'effectif de l'association[19].
- le "bagadigan", ensemble qui propose, aux élèves en formation, dès leurs premières années de cours, une première approche de la pratique collective de la musique et une première rencontre avec le public.
- le bagad Plijadur (Plaisir en breton), ensemble qui regroupe les sonneurs désireux de vivre leur passion en dehors de la compétition.

## Productions artistiques

### Répertoires et créations
La création Meskaj, dont le contenu est basé sur le répertoire original du bagad de Lorient, se veut comme son nom l’indique un moment de partage et de métissage. Le spectacle est joué pour les Celtic Connections à Glasgow, au Palais des Congrès de Lorient.

### Discographie

#### Participations
- 2002 : Bagadoù L'Anthlogie vol. 1 (Coop Breizh) 1 titre
- 2012 : Simbiose - Ialma
- 2012 : Lorient - 63e Championnat national des Bagadoù (CD/DVD)

## Palmarès et résultats

### Championnat national des bagadoù
- 2009 : 4e (2e cat.)[21]
- 2010 : 3e (2e cat.)[22]
- 2011 : 2e  (2e cat.)
- 2012 : 14e (1re cat.)[23]
- 2013 : 2e (2e cat.)[24]
- 2014 : 14e (1re cat.) [25]
- 2015 : 4e (2e cat.) [26]
- 2016 : 2e (2e cat.) [27]
- 2017 : 11 (1re cat.)[28]